# Rhizostomatidae
Rhizostomatidae (лат.) — семейство сцифоидных из отряда корнероты (Rhizostomeae). У взрослых особей нет рта, его функции лежат на множестве мелких отверстий в складках ротовых лопастей. Пищеварение также происходит в этих лопастях. В их верхних частях есть дополнительные складки (эполеты) усиливающие пищеварительную функцию. Кормятся мельчайшим зоопланктоном. Rhizostomatidae довольно хорошо плавают. Они отличаются от большинства медуз тем, что могут плыть в любом направлении, в том числе и вниз. Прикосновение к этим животным вызывает у человека довольно сильный болезненный «ожог». Держатся обычно на небольшой глубине вблизи берегов. Некоторые виды употребляются в пищу в Японии и Китае. В ископаемом виде неизвестны.

## Систематика
В настоящее время признано четыре рода:
- Eupilema Haeckel, 1880
- Nemopilema Kishinouye, 1922
- Rhizostoma Cuvier, 1800
- Rhopilema Haeckel, 1880